# 维尔利亚普帕尔尔伊
维尔利亚普帕尔尔伊（Villiappally），是印度喀拉拉邦Kozhikode县的一个城镇。总人口31763（2001年）。

## 人口
该地2001年总人口31763人，其中男性15259人，女性16504人；0—6岁人口3420人，其中男1743人，女1677人；识字率81.04%，其中男性为84.77%，女性为77.59%。